# 波波維奇卡
50°48′34″N 33°0′48″E / 50.80944°N 33.01333°E
波波維奇卡（烏克蘭語：Поповичка），是烏克蘭北部的村莊，隸屬切爾尼希夫州的普里盧基區。該村面積1.1平方公里，海拔高度167米，2001年人口291，人口密度每平方公里265.8人。